# Cees Kentie

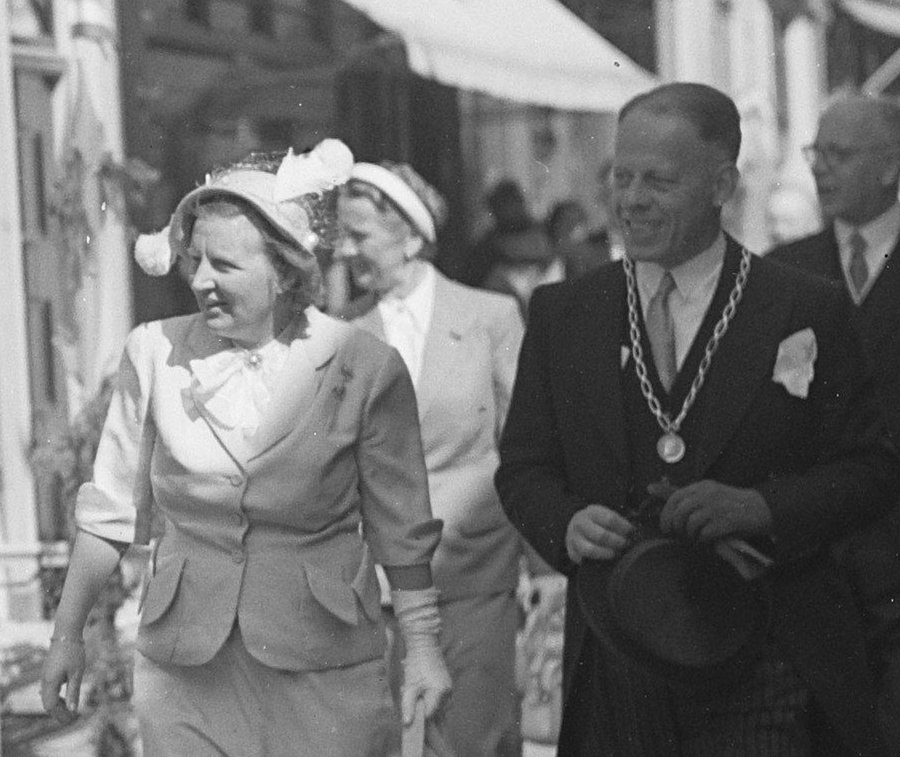
Koningin Juliana met burgemeester C.B. Kentie (1950)

Cornelis Balthazar (Cees) Kentie (Rotterdam, 25 juni 1904 - 8 juli 1970) was een Nederlands politicus.

## Leven en werk
Hij werd geboren als zoon van Johannes Cornelis Kentie (1873-1952; schoolhoofd) en Johanna Petronella Epker (1863-1952). Na de hbs behaalde hij in 1926 het diploma M.O. Staatsinrichting. Hij werkte een jaar bij Centraal Beheer in Amsterdam en was daarna werkzaam in de journalistiek. In 1937 trad hij als ambtenaar in dienst bij het Ministerie van Sociale Zaken. Kentie werd in juli 1946 benoemd tot waarnemend burgemeester van Wijk bij Duurstede en Cothen en negen maanden later werd hij daar de kroonbenoemde burgemeester. In maart 1965 vroeg hij vrij plotseling om persoonlijke redenen ontslag aan. Volgens journalist Wim van Amerongen was Kentie toen aan drank en vrouwen ten onder gegaan. In 1970 overleed hij op 66-jarige leeftijd.